# サンジャク (鳥類)
サンジャク (山鵲、Urocissa erythroryncha)は、スズメ目カラス科に分類される鳥類の一種。

## 形態
全長70cmほどになるが、その大半は弾力のある長い尾羽で占められている。頭部は黒、体の上部と翼は金属光沢のある青、腹部と下尾筒は白い羽毛で包まれ、頭頂部に特徴的な白い斑紋がある。嘴と足は鮮やかな赤。

## 生態
標高2100mまでの山地の森林地帯に棲息する。通常は木の上で生活するが、採食は地上で行う事が多い。雑食性で昆虫やカタツムリ等の小動物、果実、他種の鳥の卵や雛などを食べる。高い木の枝に枯葉や小枝などを集めてカップ型の巣を作り、産卵・育雛する。

## 分布
中国、ベトナム、および西ヒマラヤ。1999年に愛媛県宇和島市のレジャー施設で観賞用に飼育されていたサンジャク30尾ほどが逃げ出し繁殖したと考えられている。2024年4月現在、四国西部を中心とする広い範囲で目撃されつつあり、高知県の県鳥であるヤイロチョウが激減しているとする報道もある。